# Jehan Erart
Jehan Erart o Erars (1200/1210 circa – 1258 o 1259) è stato un troviero originario di Arras, particolarmente rinomato per la sua predilezione del genere della pastourelle.
Della sua opera poetica ci restano undici pastourelles, dieci grand chants e un serventois.

## Biografia
La presenza di Erart ad Arras può essere dedotta dai suoi scritti. Era favorito dalla ricca borghesia. Nel suo serventois, un complainte sulla morte del suo mecenate Gherart Aniel, egli chiede a Pierre e a Wagon Wion di aiutarlo ad ottenere il patrocinio dei banchieri Henri e Robert Crespin. I suoi rapporti con i due trovieri di Arras, Guillaume le Vinier e Jehan Bretel, sono evidenti nei suoi testi. Viene inoltre menzionato in un lavoro di Guibert Kaukesel, un canonico di Arras.
La principale caratteristica che si nota nella poesia di Erart è la sua preferenza per i versi brevi, in massima parte di cinque, sei, sette e otto sillabe, contrariamente al tradizionale decasillabo, che si trova nelle sue chansons "Pré ne vergier ne boscaige foillu" e "Encoire sui cil ki a merchi s'atent", oltre che nel suo serventois "Nus chanters". Musicalmente, Erart è sillabico, con una preferenza per i modi maggiori e i ritornelli. Le sue chansons sono composte principalmente in isometri, ma le sue pastourelles sono prevalentemente eterometriche. La sua musica è conservatrice e raramente eccede l'estensione di una nona.
Riguardo alla morte di Erart si trovano due indicazioni nel necrologio della Confrérie des jongleurs et bourgeois d'Arras. Una registra un certo Jehans Erardi morto nel 1258, mentre un'altra riporta un Jehan Erart morto nel 1259. Può succedere che vi siano due Jehan Erarts, se si considera il fatto che i suoi lavori sono conservati in due diverse sezioni dello Chansonnier du Roi,  ma ciò è inverosimile. Tre canzoni attribuite a Jehan Erart in un manoscritto probabilmente appartengono a Raoul de Beauvais.